# 伊里迪娅·萨拉萨尔
伊里迪娅·萨拉萨尔（西班牙語：Iridia Salazar，1982年6月14日—），墨西哥女子跆拳道运动员。她曾代表墨西哥参加2004年夏季奥林匹克运动会跆拳道比赛，获得女子57公斤级铜牌。